# 오졸니에키시

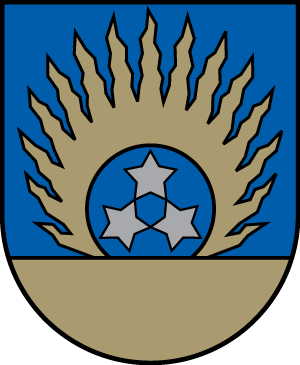
시 문장

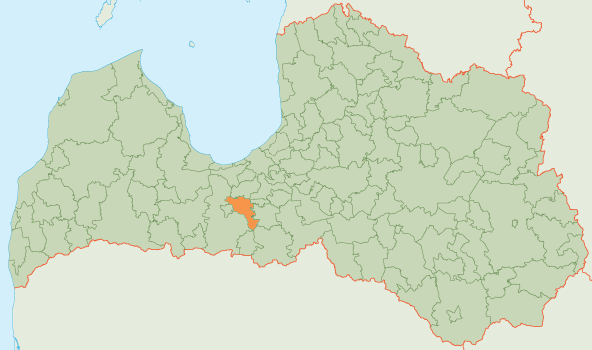
오졸니에키 시의 위치

오졸니에키시(라트비아어: Ozolnieku novads)는 라트비아의 지방 자치체로 행정 중심지는 오졸니에키이며 면적은 286.1km2, 인구는 10,538명(2013년 기준), 인구 밀도는 37명/km2이다. 3개 교구를 관할한다.